# Genkai kärnkraftverk
Genkai kärnkraftverk (玄海原子力発電所 Genkai genshiryoku hatsudensho?) är ett japanskt kärnkraftverk. Det ligger i staden Genkai i Higashimatsuura distrikt i Saga prefektur på ön Kyushu i södra Japan.  Det ägs och drivs av Kyūshū Electric Power Company. Bygget startade den 15 september 1971.

## Reaktorer
Det finns fyra reaktorer vid kärnkraftverket vid Genkai kärnkraftverk. 15 oktober 2009 blev reaktor 3 i Genkai den första i Japan som laddades med MOX-bränsle. Som alla kärnkraftverk i Japan stoppades driften efter Fukushima-olyckan 2011. Reaktor 1 och 2 återstartades inte efter det och är nedlagda medan reaktor 3 och 4 återstartades 2018.
| Namn       | Reaktortyp | Först kritisk   | Kommersiell drift | Effekt  | Termisk effekt | Kärnans vikt | Permanent nedstängd | Antal bränsleelement |
| ---------- | ---------- | --------------- | ----------------- | ------- | -------------- | ------------ | ------------------- | -------------------- |
| Genkai - 1 | PWR        | 28 januari 1975 | 15 oktober 1975   | 559 MW  | 1650 MW        | 48 ton       | 27 april 2015       | 121                  |
| Genkai - 2 | PWR        | 21 maj 1980     | 30 mars 1981      | 559 MW  | 1650 MW        | 48 ton       | 9 april 2019        | 121                  |
| Genkai - 3 | PWR        | 28 maj 1993     | 18 mars 1994      | 1180 MW | 3423 MW        | 89 ton       |                     | 193                  |
| Genkai - 4 | PWR        | 23 oktober 1997 | 25 juli 1997      | 1180 MW | 3423 MW        | 89 ton       |                     | 193                  |